# Starksia occidentalis
Starksia occidentalis is een straalvinnige vissensoort uit de familie van slijmvissen (Labrisomidae). De wetenschappelijke naam van de soort is voor het eerst geldig gepubliceerd in 1979 door Greenfield.